# Mangold Béla Kolos
Mangold Béla Kolos (Felsőörs, 1859. december 24. – Budapest, Erzsébetváros, 1945. február 3.) szabómester, divatárukereskedő, lapszerkesztő.

## Élete

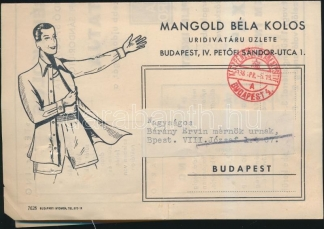
1938 Bp. IV., Mangold Béla Kolos úri divatáru üzletének levelezőlapja és szórólapja anyagmintával

Mangold Henrik (1828–1912) orvos és Nobl Karolina (1837–1924) fia, Mangold Gusztáv (1866–1939) színműíró, lapszerkesztő bátyja. Három éven át a Pest-Városi Nyilvános Főreáltanoda diákja volt, majd 1874 és 1878 között a Budapesti Kereskedelmi Akadémiában tanult. Utóbbiban a Vörösmarty-kör titkára volt és verseivel, prózai dolgozataival több pályadíjat nyert. 1872-ben tett érettségi vizsgát. Két évig irodai gyakornok volt és 1880-ban a Gizella gőzmalom hivatalnoka lett, ahol 1885-ig állt alkalmazásban. 1885 őszén kereskedelmi ismereteinek bővítése céljából Londonba utazott, ahol két évet töltött és a férfi divatot tette tanulmánya tárgyává. 1887 őszén visszatért és Pannonhalmán áttért a római katolikus vallásra, ekkor vette fel a Kolos keresztnevet. 1889 őszén nőül vette Várady Irmát (1868–1945), Várady Béla fővárosi férfidivatáru kereskedő és Pick Amália lányát és ugyanakkor belépett apósa üzletébe, ahol cégvezető, később felesége öröksége révén társtulajdonos lett.

## Írásai
Költeményei és cikkei 1880-tól 1885-ig a fővárosi és vidéki lapokban jelentek meg, így a szolnoki Lehet Kürtben, Tiszavidék, Nyirvidék és Veszprémben tárcái és fővárosi levelei; a nyári hónapokban a Balaton-Füredről írt Fürdői levelei a Budapest, Pesti Hirlap és a Budapesti Hirlapban. A Rendőri Lapokban (1896-97. Detectiv historiák, 12 cikk). 1898. augusztus 7-től a Pesti Naplóban jelent meg Férfi divat c. első cikke és azóta ezen lapban és a többiben is kizárólag ezen szaktárggyal foglalkozott; a Budapesti Hirlapban (1898-tól Angol férfidivat c. cikkei); a Magyar Nemzetben (1899.), a Hét, Montagblatt, Magyar Ipar (1899. Gallér és kézelő gyártás, 1900. A kirakat rendezéséről, A nagykereskedők és az iparfejlesztés, Egy amerikai áruház üzleti szabályai, Amerikai gallér és kézelő gyárak stb.); 1900-tól a Magyar Hirlap, Magyarország, Székesfehérvár és Vidéke, Esti Ujság, Budapesti Napló c. lapokban.
Szerkesztette a Férfi divat című negyedévenként megjelent szaklapot 1899. december 1-től Budapesten.

## Munkái
- Fellegek. Budapest, 1884. Szerző arczk. (Költemények Felhő Nándor álnév alatt. Ism. Pesti Napló, Budapesti Hirlap, Magyarország, A Hét, Szalon Ujság, Győri Hirlap sat.)
- A férfi és ruhája: Kézikönyv az öltözködési elegántiáról, a ruha viseléséről és gondozásáról. Budapest, Deutsch Zs. és Trs., 1909
- A vőlegény könyve: tájékoztató az eljegyzéstől a nászútig terjedő időszakra. Budapest, Várady, 1911
- Hogyan öltözködjünk: kézikönyv az öltözködés művészetéről. Budapest, Szerző, 1936
- Öltözködési kódex 101 alkalomra. Budapest, Vajna, 1938

Az 1889. nyári fürdőévszak alatt Somogyi Károly színtársulata előadta Balaton-Füreden Ha megöregszünk című egyfelvonásos vígjátékát.

## Álnevei és jegye
M. Béla Kolos, L'homme d'or, Claudius és m. b. k.